# 伊萬·佩里希奇
伊萬·佩里希奇（發音：[ǐʋan pěriʃitɕ]；1989年2月2日—）是一名克羅埃西亞職業足球員，司職翼鋒。现效力于荷甲俱樂部PSV燕豪芬。他也代表克羅地亞國家足球隊參賽。

## 俱樂部生涯

### 多特蒙德
2011年加入德甲勁旅多特蒙德，在的體系下常常以替補球員出場，不過因為其替補後的表現極為出色被稱為黃金替補，對上斯圖加特時以替補在禁區內右腳勁射死角，反超比分4-3，比賽最後以4-4平手收場，首個賽季就幫助多特蒙德拿下聯賽、盃賽的雙料冠軍，總共踢了42場進了9球。

### 狼堡
2013年佩里希奇從多特蒙德轉會至同聯賽的狼堡，在此以極出色的腳法和射門能力當上球隊主力，並和比利時國腳凱文·德布勞內成為隊內核心，在對陣漢諾威時接獲德布勞內的長傳後，在禁區外圍用左腳遠射進球，兩年下來為狼堡取得了18顆進球8助攻不俗的成績，和德布勞內包辦了隊內一半以上的進攻數據。

### 國際米蘭
2015年8月30日，義甲國際米蘭宣布和佩里希奇簽約五年，轉會費高達1800歐元還有200萬歐元的浮動獎金，首個賽季就幫助球隊重返歐洲聯賽，成為隊內不可或缺的一員。
2016年9月在自家主場對陣義甲班霸尤文圖斯，踢進關鍵的一球以2-1拿下勝利，第一次贏得了從2012年開始的義大利國家德比，接下來的比賽和阿根廷前鋒毛羅·伊卡爾迪互相配合取得許多進球，2017年作客對上烏迪內斯獨進兩球幫助國米取得重要的一場勝利，2017年12月3日在主場對上切沃上演生涯第一次帽子戲法，2017、18年表現非常出色的他被各大俱樂部吸引，並幫助隊伍打進歐洲冠軍聯賽。
18/19賽季，2018年9月19日第一次征戰歐冠，並幫助球隊以2-1擊敗托特納姆熱刺。因為伊卡爾迪和國米高層鬧翻，接起了12碼罰球的最佳人選，和阿根廷新秀一起擔起隊內進攻火力。
18/19賽季國米由義大利名帥安東尼奧·孔蒂接任總教練，轉來了比利時魔獸，隊內進攻火力大增，而在2020年11月4日歐冠作客負於皇家馬德里取得在歐冠的第一顆進球，而在聯賽最終以一分之差取得第二名。

### 拜仁慕尼黑
2019年8月13日，德甲拜仁宣布從國際米蘭租借佩里希奇一個賽季，和從巴塞隆納租借過來的備受矚目。
2019年8月31日對陣美因茨助攻法國後衛本傑明·帕瓦德，並打入為拜仁的第一顆進球。
2019年11月7日，在歐冠主場面對奧林匹亞克斯踢進了為拜仁第一顆歐冠進球。11月27日對上貝爾格勒紅星分別對狀態火熱的波蘭神鋒和送出兩助攻。
2020年8月9日，在歐冠16強賽主場對上切爾西時進了一球，幫助拜仁以總分7:1晉級8強。
2020年8月15日，在8強對陣巴塞隆納時比賽第24分鐘接獲的傳球，左腳小角度勁射入網超越比數，並以8:2血洗了比賽，晉級到了4強。
2020年8月23日，佩里希奇隨著拜仁慕尼黑在決賽中以1-0 擊敗巴黎圣日耳曼，成為歷史上第11位贏得歐洲冠軍聯賽的克羅埃西亞人。拜仁慕尼黑在季末雖然向國際米蘭提出收購的意願，但金額未能達成共識，2020年9月9日，確認佩里希奇將重返國際米蘭。

### 國際米蘭
2021年5月，佩里希奇隨隊獲得2020-21賽季意甲冠軍。
2021年11月22日，佩里希奇在對狀態極好的拿坡里進了一球，幫助球隊3-2拿下勝利。
2021年12月18日，和沙勒尼塔納比賽第10分鐘佩里希奇接獲的角球首開紀錄，比賽最終5-0大勝對手。
2022年2月6日，在米蘭德比中左腳精準打入進球，讓國米保持上半場領先，只可惜比賽最終被1-2逆轉。
2022年4月28日，雖然佩里希奇開賽2分鐘就左腳禁區外勁射破門，但還是以敗局收場，也間接宣告了義甲的冠軍競爭失敗。
2022年5月12日，在義大利盃決賽面對長期的競爭對手尤文圖斯，雙方在正規90分鐘以2-2踢平進入延長賽，佩里希奇在99分鐘踢進超前比數的關鍵12碼，在2分鐘後又在禁區外右腳挑射擴大比分，最終以2-4拿下冠軍，賽後也當選比賽最佳球員。

### 熱刺
2022年8月宣布加盟英超球隊托特納姆熱刺，在多場比賽送出精準助攻表現不俗，2022年9月面對切爾西交出絕殺助攻幫助球隊追平比分，在歐洲冠軍聯賽面對馬賽助攻，幫助其在歐冠拿下第一顆進球。

## 國家隊生涯
2018年世界杯，佩里希奇憑藉極佳表現協助克羅地亞殺入決賽，唯決賽敗於法國。
2021年6月1日，佩里希奇在国家队1-1战平亚美尼亚的友谊赛中第100次出场，他在比赛中射入了一球。
2022年世界杯，佩里希奇凭极佳表现协助克罗地亚杀入准决赛，并在季军战头球助攻攻入一球，协助球队夺得季军。

## 榮譽

### 俱樂部
拜仁慕尼黑
- 德甲冠軍：2019－20賽季
- 德國盃冠軍：2019－20賽季
- 歐洲冠軍聯賽冠軍：2019－20賽季

 國際米蘭
- 意大利足球甲级联赛冠軍：2020–21賽季[7]
- 意大利超级杯冠军：2022
- 意大利杯冠軍：2021-22賽季

 PSV恩荷芬
- 荷兰足球甲级联赛冠軍：2024-25[9]賽季

### 國家隊
克羅埃西亞
- 國際足協世界盃亞軍：2018年
- 國際足協世界盃季軍：2022年

### 個人
- 布拉尼米爾大公勳章：2018年

## 外部連結
- Soccerway資料庫：伊萬·佩里希奇